# Kościół św. Franciszka Ksawerego w Grudziądzu
Kościół świętego Franciszka Ksawerego w Grudziądzu – rzymskokatolicki kościół parafialny należący do parafii wojskowej św. Stanisława Kostki.
Świątynia jest częścią barokowego zespołu pojezuickiego. Została wzniesiona w latach 1648-1725. Prace budowlane zostały przerwane w czasie wojen szwedzkich. Budowla jest murowana, wybudowana z cegły i otynkowana. Prezbiterium kościoła jest jednoprzęsłowe, nakryte sklepieniem krzyżowym, z kolei nawa świątyni jest trójprzęsłowa, nakryta sklepieniem kolebkowym z lunetami. Fasada budowli jest trójdzielna, prostokątna, ozdobiona pilastrami, w górnej części znajdują się trzy wnęki z rzeźbami świętego Antoniego, świętej Teresy i nieznanego świętego. Ściany boczne nawy są wzmocnione przyporami, opartymi na cokołach. Wystrój wnętrza świątyni jest bardzo bogaty, jednolity, w stylu regencji.  Został wykonany w latach 1715-1740 przez Józefa Antoniego Krause. Polichromie zostały wykonane w manierze chińsko-japońskiej przez jezuitę Ignacego Steinera.